# Ho incontrato anche zingari felici
Ho incontrato anche zingari felici (Skupljaci perja) è un film del 1967 diretto da Aleksandar Petrović, vincitore del Grand Prix Speciale della Giuria al 20º Festival di Cannes, nominato all'Oscar al miglior film straniero.
Nel 1976 il film ha ispirato il titolo dell'album Ho visto anche degli zingari felici di Claudio Lolli.

## Trama
Dopo una storia d'amore con Lenče, lo zingaro Beli Bora Perjar si innamora della giovane Tisa già promessa ad un altro. I due fuggono e riescono a sposarsi in chiesa. Mentre Tisa cerca di raggiungere Belgrado, Beli colpisce a morte un uomo durante una rissa. Viene anche loro impedito il ritorno nel loro campo quindi devono continuare da soli la loro avventura.

## Riconoscimenti
- Festival di Cannes 1967
  - Grand Prix Speciale della Giuria
  - Premio FIPRESCI
- Festival del cinema di Pola 1967
  - Miglior film